# ブライアン・ケンプ
ブライアン・ポーター・ケンプ（英: Brian Porter Kemp、1963年11月2日 - ）は、アメリカ合衆国の実業家・政治家である。第27代ジョージア州州務長官、ジョージア州上院議員を歴任したのち、第83代ジョージア州知事を務める。所属政党は共和党。
ジョージア大学卒業。政界入りまでアグリビジネスや金融、不動産関連の複数の会社を経営していた。2002年、ジョージア州上院議員に初当選。2006年に州農務長官に立候補したが、共和党の予備選で敗退した。2010年、州知事のソニー・パーデューから州務長官に指名され、2014年にも再任された。2015年には、600万人以上の有権者の個人情報が12の組織に漏えいしていたデータ流出事件で批判された。2016年には、同年の大統領選挙におけるロシアの干渉に対抗するため、国土安全保障省が要請していた協力を、全米の州の担当者で唯一拒否した。
2018年の州知事選挙に共和党から立候補したが、選挙運動の間も州務長官を辞任することを拒んだため物議をかもし、民主党から職権乱用と批判された。その後、本選挙で僅差で勝利し、その直後に州務長官を辞任した。州知事1期目には新型コロナウイルス感染症の世界的流行が発生したが、マスクの着用義務化と外出禁止令に反対し、州全体より厳しい公衆衛生規則を地方自治体が施行することを禁止した.。2020年の大統領選挙後には、選挙結果を事実上追認したことで、選挙における不正を主張していた大統領のドナルド・トランプから非難された。2021年には期日前投票の拡大と、地方の選挙管理人に対する州政府の権限強化を図る2021年選挙公正法に署名した。
2022年の州知事選挙では、共和党予備選で前連邦上院議員のデービッド・パーデューの挑戦を受けたが、トランプの支持を取り付けたパーデューに対して圧勝を収めた。11月8日の本選挙でも、民主党候補のステイシー・エイブラムス元州下院議員を前回よりも大きな得票差で下し再選された。